# جین کوربین
جین کوربین با نام کامل جین فیلیپا کوربین (به انگلیسی: Jane Phillipa Corbin) (زاده ۱۶ ژوئیه ۱۹۵۴) یک روزنامه‌نگار و فیلمساز بریتانیایی است که بیش از صد مستند اساساً برای بی‌بی‌سی و مجموعه مستندهای پانوراما ساخته‌است. او متخصص در امور آسیای مرکزی، خاورمیانه و تروریسم است و بسیاری از مسائل مهم حقوق بشر و رویدادهای سیاسی و نظامی جهانی را طی سه دهه گذشته مورد بررسی قرار داده‌است.

## زندگی اولیه و حرفه ای
جین کوربین از دانشگاه کینگز لندن فارغ‌التحصیل شد و تا سال ۱۹۷۵ در انگلیس تحصیل کرد. او بخشی از اولین روزنامه نگاران تازه‌کار بود که توسط اخبار کانال ۴ قبل از اینکه در نوامبر ۱۹۸۲ کارش را شروع کند به خدمت گرفته شد. کوربین در حالی که با ITN کار می‌کرد وقایع خبری عمده ای مانند محاصره معبد مقدس سیکها در شهر امریستر در سال ۱۹۸۴ را پوشش داد و اعتصاب معدنچیان را در همان سال گزارش نمود. وی زمانی که بی نظیر بوتو در سال ۱۹۸۲به پاکستان بازمی‌گشت او را همراهی می‌کرد. کوربین از زمانی که او در سال ۱۹۸۸ به برنامه پر طرفدار بی‌بی‌سی به نام مجموعه مستندهای پانوراما پیوست، صدها مستندساز که به عنوان گزارشگر در مناطق جنگی کار می‌کردند و گزارشگران تحقیقاتی را تربیت کرد. او از سال ۱۹۹۸، زمانی که یکی از اولین گزارشگران برای شناسایی تهدید اسامه بن لادن در مرگ بر آمریکا بود، در زمینه ساختن فیلم‌هایی در مورد القاعده تخصص پیدا کرد.
کوربین به‌طور گسترده‌ای از خاورمیانه گزارش تهیه می‌کرد که منازعه بین اسرائیل و فلسطینیان را پوشش می‌داد که شامل شرکت او در مذاکراتی بود که به توافقات صلح اسلو در سال ۱۹۹۳منجر شد. او اخیراً فیلم Price Tag Wars را در زمینه فعالیت‌های نوجوانان جناح راست اسرائیل که دولت اسرائیل خودش آن‌ها را تروریست می‌نامد درست کرده‌است. کوربین در خلال اولین جنگ خلیج در سال ۱۹۹۲/ ۱۹۹۱ در زمانیکه وجود برنامه مخفی تسلیحات هسته ای صدام حسین و سلاح قدرتمند او فاش شد، گزارش‌هایی را از عراق تهیه کرد.

## از سال ۲۰۰۰
در طی جنگ دوم عراق در سال ۲۰۰۳، کوربین دسترسی منحصر به فردی به بازرسان تسلیحاتی سازمان ملل متحد را به دست آورد که آن‌ها به دنبال ادعای سلاح‌های کشتار جمعی در عراق بودند که هرگز پیدا نشد. پس از فیلمبرداری تهاجم نیروهای بریتانیا و تصرف بصره، او دوباره به ائتلاف گروه تحقیقاتی عراق دسترسی پیدا کرد، زیرا که آن‌ها بدون هیچ نتیجه ای برای مقابله با ادعای سلاح‌های کشتار جمعی مورد استفاده قرار گرفتند تا جنگ را توجیه کنند.
جین کوربین از افغانستان و پاکستان برنامه‌هایی را به‌طور گسترده دربارهٔ طالبان، حقوق زنان و جنگ علیه ستیزه‌جویان در هر دو طرف مرز گزارش داده‌است. او شکار بن لادن در افغانستان و پاکستان را پوشش داد و یک فیلم مستند یک ساعته برای بی‌بی‌سی یک، بنام گروگان، در مورد تاکتیک‌های گروگانگیری القاعده در عراق را تهیه کرد. او تحقیقاتی را در شبکه «پدر بمب اسلامی»، دکتر آ. ق خان، در سوپر مارکت هسته ای (۲۰۰۴) را بررسی کرد و سپس از منطقه قبیله ای وزیرستان در مورد تأثیر راز کشیده شدن جنگ به پاکستان توسط آمریکا گزارش داد. در مرگ بن لادن (۲۰۱۱) او فاش ساخت که چگونه سازمان سیا نهایتاً رهبر القاعده فراری گروه تروریستی را رهگیری و به قتل رساند.
در سال‌های ۲۰۱۱ و ۲۰۱۲، کوربین قیام‌های خاورمیانه را به نام «بهار عربی» تحت پوشش قرار داد و از میدان تحریر قاهره جایی که حسنی مبارک از رئیس‌جمهوری مصر ساقط شد گزارش تهیه کرد. گزارش او از سوریه در زمینه نقض حقوق بشر علیه کودکان و زنان در شهر درعا موجب شد تا پرونده‌های این موضوع علیه اعضای رژیم رئیس‌جمهور بشار اسد روی میز دادگاه عدالت بین‌المللی برود.
در اول اکتبر ۲۰۱۴، بی‌بی‌سی دو پخش رواندا: داستان ناگفته، مستند ارائه شده توسط کوربین، که شامل حسابرسی انتقادی از نسل‌کشی رواندا بود که شامل ادعاهای صورت گرفته قبلی بود که هیچ حقیقتی در آن یافت نشد. به ویژه این که این ادعا رئیس‌جمهور پائول کاگیم سلف خود را به درگیر بودن در ساقط کردن هواپیمای جوونال هابیاریمانا متهم کرد؛ امری که بخشی از آن اتهامی برای نسل‌کشی سال ۱۹۹۴ بود.
براساس این برنامه، این امر باعث کشته شدن میلیون‌ها نفر از قوم هوتسی، نه به این دلیل که تحقیق توتسی‌ها نشان می‌داد، گردید. در ۲۴ اکتبر ۲۰۱۴، دولت رواندا برنامه‌های بی‌بی‌سی را در کینیاواندا، که یکی از اصلی‌ترین زبان‌ها در رواندا می‌باشد ممنوع کرد.
در ماه اکتبر ۲۰۱۶ جین کوربین فیلم رزمندگان عرب اسرائیل را برای بی‌بی‌سی (نوشته مشترک با اورن روسانفلد) تهیه کرد. در این فیلم، جین کوربین اولین واحد سربازان عرب اسرائیلی را برای خدمت در کرانه باختری اشغال شده اسرائیل دنبال می‌کند. کوربین سه بار برنده جایزه جامعه تلویزیون سلطنتی و نامزد جایزه امی می‌باشد. وی گواهی‌های کارشناسانه ای در مورد افغانستان، پاکستان و عراق و نیز در مورد القاعده به کمیته‌های مختلف مجلس عوام ارائه داده‌است. او دو کتاب بنام‌های اول غزه و القاعده: شبکه ترور که جهان را تهدید می‌کند به نگارش درآورده است.

## زندگی خصوصی
جین کوربین دو فرزند از ازدواج خود را با نماینده سابق محافظه کار جان ماپلس، بارون ماپلس که در سال ۲۰۱۲ فوت کرد، دارد.